# Estonia en los Juegos Olímpicos de Atlanta 1996
Estonia estuvo representada en los Juegos Olímpicos de Atlanta 1996 por un total de 43 deportistas que compitieron en 13 deportes.  
El portador de la bandera en la ceremonia de apertura fue el palista Jüri Jaanson. El equipo olímpico estonio no obtuvo ninguna medallas en estos Juegos.